# Boado (Mesía)
Boado (llamada oficialmente Santiago de Boado) es una parroquia del municipio de Mesía, en la provincia de La Coruña, Galicia, España.

## Entidades de población
Entidades de población que forman parte de la parroquia:
- A Iglesia (A Igrexa)
- Aldín
- Barcia
- Barreiro
- Fontorto
- Gandarela
- Lagares
- O Castro
- O Espadanedo
- O Outeiro
- O Pazo
- Vilar de Baixo (O Vilar)

## Demografía
| Gráfica de evolución demográfica de Boado entre 2000 y 2018 |
|                                                             |
| Población de derecho según el padrón municipal del INE      |